# Calicnemia
Calicnemia – rodzaj ważek z rodziny pióronogowatych (Platycnemididae).

## Podział systematyczny
Do rodzaju należą następujące gatunki:

- Calicnemia akahara Phan, Kompier & Karube, 2017
- Calicnemia chaoi Wilson, 2004
- Calicnemia chaseni (Laidlaw, 1928)
- Calicnemia doonensis Sangal & Tyagi, 1984
- Calicnemia erythromelas (Selys, 1891)
- Calicnemia eximia (Selys, 1863)
- Calicnemia fortis Dow, Zia, Naeem & Rafi, 2014
- Calicnemia gulinensis Yu & Bu, 2008
- Calicnemia haksik Wilson & Reels, 2003
- Calicnemia hamata Phan, Kompier & Karube, 2017
- Calicnemia imitans Lieftinck, 1948
- Calicnemia miles (Laidlaw, 1917)
- Calicnemia miniata (Selys, 1886)
- Calicnemia mortoni (Laidlaw, 1917)
- Calicnemia mukherjeei Lahiri, 1976
- Calicnemia nipalica Kimmins, 1958
- Calicnemia porcata Yu & Bu, 2008
- Calicnemia pulverulans (Selys, 1886)
- Calicnemia rectangulata Laidlaw, 1932
- Calicnemia sinensis Lieftinck, 1984
- Calicnemia soccifera Yu & Chen, 2013
- Calicnemia uenoi Asahina, 1997
- Calicnemia zhuae Zhang & Yang, 2008